# Lady Chatterley (2006)
Lady Chatterley ist ein erotischer Film der französischen Regisseurin Pascale Ferran von 2006 nach dem Roman John Thomas and Lady Jane von D. H. Lawrence, der zweiten Fassung des in der dritten Fassung bekannt gewordenen Romans Lady Chatterley’s Lover von 1928.

## Handlung
Constance Chatterley führt ein unaufgeregtes Leben auf dem abgelegenen Landsitz, in dem sie mit ihrem Ehemann, Sir Clifford Chatterley, lebt. Clifford wurde im Ersten Weltkrieg verwundet, ist von der Hüfte an gelähmt und sitzt im Rollstuhl. Als der Knecht erkrankt, wird Constance an dessen Stelle zum Wildhüter Parkin geschickt, um zwei Fasane für den Mittagstisch zu bestellen. Als sie sich seiner Hütte nähert, beobachtet sie ihn beim Waschen mit nacktem Oberkörper. Der Anblick verwirrt sie, sie läuft davon und führt ihren Auftrag etwas später aus. Constance fühlt sich danach schwach, der Arzt verordnet Erholung und die Krankenschwester Mrs. Bolton wird als Pflegerin für Clifford eingestellt.
Constance macht fast täglich Spaziergänge zu Parkins Waldhütte und lässt ihn einen zweiten Schlüssel anfertigen, um dort auch pausieren zu können, wenn Parkin nicht anwesend ist. Eines Tages lässt sie sich von ihm ein frisch geschlüpftes Fasanenküken aus dem Gehege zeigen, was er zu einem von ihr tolerierten Quickie nutzt. Danach ist sie gelöst und kündigt ihm an, wiederzukommen. Es entwickelt sich eine sexuelle Beziehung, die von spielerischen Erkundungen, dem Kinderwunsch Lady Chatterleys und der Begierde des Wildhüters geprägt ist.
Im Verlauf der Geschichte verliebt sich Lady Chatterley aus tiefstem Herzen in den zuerst noch groben Wildhüter, der aber, ausgelöst durch ihre Offenheit und Unvoreingenommenheit gegenüber seiner niedrigeren gesellschaftlichen Stellung, zusehends zärtlicher und verspielter agiert. Die Beziehung wird zunehmend ernsthafter und Pläne für eine gemeinsame Zukunft geschmiedet. Im Dorf erzählt man sich, dass es im Schloss wohl bald Nachwuchs geben werde. Clifford und Constance sprechen über die Möglichkeit, dass sie einen Erben von einem anderen Mann bekommen könnte; sie legt die Spur, es könnte in ihrem bevorstehenden Urlaub sein.
Im Urlaub mit ihrer Schwester, ihrem Vater und einem gemeinsamen Jugendfreund in Frankreich erhält sie Briefe von Clifford und Mrs. Bolton unter anderem darüber, dass sich Parkins Frau von dem Bergwerksarbeiter, mit dem sie zusammengelebt hat, getrennt hat und in Parkins Haus zurückgezogen ist. Parkin zog daraufhin zu seiner Mutter. Parkins Frau verklagte ihn auf das Zusammenleben und ein Friedensrichter legte fest, dass Parkin, wenn er das nicht wolle, sich scheiden lassen müsse. Parkin wird darauf von seinem Schwager und anderen Bergwerksarbeitern zusammengeschlagen und stürzt unglücklich.
Als Constance zurückkehrt, hat Clifford mittlerweile auf Krücken laufen gelernt, ein neuer Wildhüter übernimmt Parkins Stelle, der resigniert hat und widerwillig in einer Fabrik arbeiten will. Er spricht zu Constance, dass sie ihn positiv verändert hat. Sie sagt, dass sie jetzt getrennt sind, und fragt ihn, ob er auf sie wartet, wenn sie ihn eines Tages braucht. Er bejaht.

## Kritiken
„Sowohl Connie als auch Parkin lernen, vor allem in den zahlreichen, sinnlichen und teilweise recht expliziten Sexszenen, sowohl den jeweils anderen als auch sich selbst kennen – und bei weitem nicht nur in körperlicher Hinsicht. Ferrans Regie ist subtil und vielschichtig genug, um diese Erweckungsgeschichte nie auch nur in die Nähe einer banalen oder esoterischen Erlösungsphantasie zu rücken. Auch die scheinbar unüberbrückbare gesellschaftliche Schranke, die die beiden Hauptfiguren trennt und die die Grundlage für die meisten bisherigen Verfilmungen bildete, stellt sich hier um einiges komplexer dar.“

„Die formal virtuose, von Naturalismus und ungezwungenen Charakteren beseelte Literaturadaption lässt Raum für reizvolle Interpretationsansätze, konterkariert seine ernsthaften Ambitionen jedoch phasenweise durch überzogen kitschige Szenen.“

## Auszeichnungen
Der Film gewann 11 Filmpreise und wurde für 11 weitere nominiert. Er erhielt 2007 fünf Césars: für den besten Film, die beste Hauptdarstellerin, das beste adaptierte Drehbuch, die beste Kamera und die besten Kostüme.